# Khalil al-Sakakini
Khalil al-Sakakini (en árabe: خليل السكاكيني‎; nacido el 23 de enero de 1878, muerto el 13 de agosto de 1953) fue un profesor, académico, poeta y nacionalista árabe de origen palestino y de creencias cristianas ortodoxas.

## Infancia y juventud
Khalil al-Sakakini nació en el seno de una familia cristiana palestina en Jerusalén el 23 de enero de 1878. Fue a una escuela cristiana ortodoxa en Jerusalén, a la universidad de la Anglican Christian Mission Society (CMS) fundada por el obispo Blyth, y la universidad inglesa Zion, en la que estudió Literatura.
Más tarde, Sakakini viajó al Reino Unido y de allí a los Estados Unidos para unirse a su hermano Yusif, un vendedor ambulante que vivía en Filadelfia. Durante su estancia de nueve meses en Estados Unidos, Khalil al-Sakakini escribió para revistas literarias árabes de la Costa Este y realizó traducciones para el profesor Richard Gottheil, de la Universidad de Columbia. Se ganó la vida dando clases de árabe y trabajando en una fábrica en Maine; incluso trabajó como vendedor callejero. En 1908 regresó a Jerusalén y trabajó como periodista para el diario jerosolimitano al-Asmai', como profesor de árabe en la escuela Salahiyya y como tutor de expatriados estadounidenses en la Colonia Americana.

## Carrera

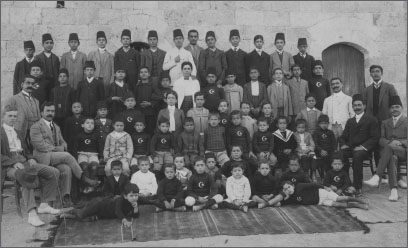
Una fotografía de grupo en la escuela al-Dusturiyyeh de Jerusalén. Khalil al-Sakakini está sentado el segundo por la izquierda.

En 1909, Khalil al-Sakakini fundó la escuela Dusturiyyah, o Escuela Nacional, que se hizo famosa por su enfoque nacionalista árabe. Sakakini fue el primero en utilizar un sistema educativo progresivo: sin títulos, premios o castigos para el alumnado, y con un énfasis especial en la música, la educación y el atletismo. También introdujo nuevos métodos para la enseñanza del árabe y convirtió este idioma en la principal lengua de instrucción de la escuela en sustitución del turco.
Wasif Jawhariyyeh, conocido por sus memorias de principios del siglo XX en Jerusalén, fue alumno suyo en la escuela Dusturiyyah. Alabó el estilo de enseñanza de Sakakini de la siguiente manera:

"El señor al-Sakakini nos enseñó árabe de una manera que resultaba muy popular entre los estudiantes. Usaba un método que, hasta donde yo sé, a pocos profesores en Oriente les gustaba usar. No había a los alumnos memorizar las reglas gramaticales como la mayoría de los profesores solían hacer. (...) Sus clases incluían anécdotas que los alumnos de este gran educador recibían con entusiasmo y emoción. Porque con él eran capaces de entender lo que les costaba largas horas vislumbrar con otros profesores. Les inspiró patriotismo y hombría. (...) Cuando eligió nombrar a su escuela como la Escuela "Dusturiyyeh", o Nacional, al-Sakakini fue el primero en prohibir los castigos corporales en la educación, y esta sabia medida se extendió a otras escuelas. Cuandoquiera que notaba la más mínima conducta inapropiada por parte de un estudiante, y especialmente desde el punto de vista moral, daba igual el amor paternal que le profesase al alumno en cuestión; se ponía furioso y mostraba un rostro iracundo, aterrorizando al alumno que le tenía el mayor de los respetos y las estimas y que pasaría a enmendar su actitud inmediatamente. Wasif Jawhariyyeh: El cuentacuentos de Jerusalén

Khalil al-Sakakini lideró un movimiento de reforma y cambio hacia un enfoque más árabe en lo que él consideraba que era una corrupta Iglesia ortodoxa de Jerusalén, y escribió un panfleto en 1913 titulado "El Renacimiento Ortodoxo en Palestina" que llevó a su excomunión. Las autoridades del Imperio Otomano lo detuvieron el último día de dominio otomano en Jerusalén, en 1917, por haber acogido a un judío jerosolimitano de origen polaco-estadounidense llamado Alter Levine. Ambos fueron enviados a una prisión en Damasco. Cuando los Estados Unidos se unieron a los Aliados en la Primera Guerra Mundial, Levine se convirtió oficialmente en su enemigo, aunque siguieron siendo buenos amigos durante todo su periodo de encarcelamiento. A su liberación, Khalil al-Sakakini se alojó brevemente con Musa Alami, un exalumno suyo, tras lo que se unió a la Rebelión árabe, para la que compuso su himno.
En 1919, ya durante el Mandato británico de Palestina, Khalil Sakakini y su mujer empezaron a trabajar para la Administración Educativa de Palestina en Jerusalén, tras lo que Sakakini fue nombrado director de la Universidad de Profesores de Jerusalén. Posteriormente se convirtió en Inspector de Educación en Palestina, un puesto en el que permaneció 12 años, hasta que finalmente dimitió en protesta por el nombramiento de un judío, Herbert Samuel, como Alto Comisionado del Mandato británico de Palestina. Desde su postura nacionalista le resultaba incomprensible dicho nombramiento cuando los árabes eran, según el censo británico de 1922, siete veces más numerosos que los judíos en Palestina. Después de haber trabajado como director de escuela en El Cairo, volvió a Palestina en 1926 y se hizo inspector educativo. Esto le permitió llevar su filosofía educativa a las zonas rurales. Al mismo tiempo, escribió artículos políticos para los diarios al-Muqtataf, al-Hilal y al-Siyassa al-Usbu'iyya, compuso poemas con temas patrióticos y participó en discursos políticos. En 1925 fundó la escuela Wataniyya y en 1938 la Universidad Nahda de Jerusalén. En mayo de 1934, Sakakini comenzó a invertir gran parte de su tiempo y esfuerzo en construirse una casa nueva en el barrio de Katamon, lo que le llevó tres años de su vida. Ya en 1932 había enviado a su hijo Sari al Haverford College, en Pensilvania.

## Madurez y muerte
La esposa de Khalil Sakakini, Sultana, murió en octubre de 1939 y fue enterrada en el cementerio ortodoxo del Monte Sion. Sakakini le guardó luto durante el resto de su vida y escribió poemas alabándola. Su hijo, Sari, terminó su master en la Universidad de Míchigan y regresó a Jerusalén para trabajar en el consulado estadounidense.
Durante la Guerra árabe-israelí de 1948, los Sakakini fueron una de las últimas familias en abandonar el barrio de Katamon. Unos días antes de que se dividiese la ciudad, la familia Sakakini huyó a El Cairo. Allí, Khalil Sakakini fue nominado por el escritor egipcio Taha Hussein para unirse a la Academia de la Lengua Árabe.
La repentina muerte de Sari Sakakini de un ataque de corazón en 1953, a la edad de 39 años, supuso un golpe devastador para Khalil Sakakini, que murió tres meses después, el 13 de agosto de 1953. Las dos hijas de Sakakini, Dumya y Hala, vivieron juntas en Ramala hasta sus muertes en 2002 y 2003. Ambas tuvieron largas carreras en el campo de la educación. Hala Sakakini editó los diarios de su padre, publicados en 1955, y escribió dos memorias en inglés, Jerusalén and I y Twosome.

## Creencias
Durante toda su vida, Khalil Sakakini abrazó la cultura europea. El origen griego de su abuela le generó un interés especial por la música y la filosofía griega. Incluso se llamaba a sí mismo "Sócrates".
Sakakini expresaba con frecuencia ideas humanistas y portaba una tarjeta de presentación que decía: "Khalil Sakakini: ser humano, si Dios lo quiere". Al mismo tiempo, se definía a sí mismo ante todo como un árabe, y ha sido reconocido como uno de los padres fundadores del nacionalismo árabe en Palestina. Defendió el panarabismo y concebía a Palestina en unión con Siria. Ya antes de la Primera Guerra Mundial veía el sionismo como una amenaza para la población nativa de Palestina y creía que el derecho judío a esa tierra había expirado mucho tiempo atrás, mientras el derecho árabe era "un derecho vivo".
Al-Sakakini describió una serie de acciones de castigo contra los invasores británicos y judíos en el Mandato británico de Palestina: quemar campos y huertos de naranjos propiedad de judíos, realizar emboscadas contra el tráfico diario, bloquear carreteras, descarrilar trenes, cortar líneas eléctricas. Continuaba expresando sus ideas de la siguiente manera: "La batalla en Palestina está en su apogeo... La victoria está en las manos de Dios... Si vivimos, viviremos con honor. Si morimos, moriremos con honor.

Durante la revuelta árabe de Palestina entre 1936 y 1939, Khalil Sakakini aplaudió los ataques árabes contra judíos, pero le preocupaba que la violencia crease mala imagen al público dado que "los judíos controlaban los periódicos y la radio". Por tanto, Sakakini concluía, "la espada era más poderosa que el libro". Alabó a los "héroes" responsables del lanzamiento de una granada a un tren de pasajeros judíos. Después del ataque al cine Edison de Jerusalén, que dejó tres muertos, escribió:

"No hay otra heroicidad como esta, excepto la heroicidad del Jeque al-Qassam".

Aun así, el terrorismo no dejaba de preocuparle:

"Siento el dolor de los problemas, ya recaigan en árabes o en los ingleses o en los judíos. Por este motivo, a veces me encontraréis del lado de los árabes, otras veces del lado de los ingleses, e incluso otras veces del lado de los judíos. Y si hubiese animales que sufrieran  incluso una pequeña molestia por estos problemas, a veces estaría del lado de los animales.

Khalil Sakakini también llegó a creer que la Alemania nazi podía debilitar al Imperio Británico y, de esta manera, "liberar a Palestina de los judíos". Escribió que Adolf Hitler había abierto los ojos al mundo en cuanto al mito del poder judío, y que Alemania se había levantado contra los judíos y los había puesto en su sitio como Mussolini había hecho con los británicos.
Sakakini se opuso vehementemente a la llegada de nuevos judíos supervivientes del Holocausto a Palestina, argumentando que un problema de la humanidad tenía que ser solucionado por toda la humanidad. Aunque se entristecía por acontecimientos como el hundimiento del Struma, en el que murieron 781 refugiados judíos que huían de Rumanía, seguía sintiendo que los pasajeros que se dirigían a Palestina eran de hecho invasores. Un gobierno árabe palestino independiente habría tenido que usar la fuerza para evitar los desembarcos de nuevos judíos; aunque sentía que los judíos ya ancianos podían seguir llegando a Palestina a vivir sus últimos años como lo habían hecho en generaciones pasadas, una comunidad judía próspera bajo protección británica tendría que ser prohibida. Khalil Sakakini nunca negó el Holocausto pero creía que los judíos que reclamaban una nación en Palestina lo estaban explotando parasitariamente, y predijo que expulsarían a los árabes de sus tierras tan pronto como consiguieran su nación. Debido a la influencia judía en los Estados Unidos, creía que su derecho a votar en dicho país debía ser revocado.
Sakakini defendió durante toda su vida la reforma social. Intentó inculcar en sus alumnos los principios de la liberación, la educación sexual, las ideas socialistas y otras ideas progresistas, y creía en la libre asociación de los sexos.

## Legado
Entre las obras publicadas de Khalil Sakakini se incluyen sus diarios, tratados educativos, colecciones de poesía, y ensayos literarios, filosóficos y políticos. Una calle y una escuela en Jerusalén, otra calle en El Cairo y la biblioteca de la mezquita Jezzar Pasha de Acre llevan su nombre. Paradójicamente, sus obras se encuentran actualmente en la Universidad Hebrea de Jerusalén. Está enterrado en el cementerio Mar Gerges de El Cairo.
En 2001, el Centro Cultural Khalil Sakakini solicitó con éxito al municipio de Ramala que rebautizase con su nombre la principal carretera que pasa junto al centro. Aquel año mismo, el centro comenzó a editar y publicar los diarios de Khalil Sakakini, que escribió desde 1907 hasta 1952. El primer volumen de un total de ocho se publicó en 2003. También en 2003, los herederos de Sakakini legaron al centro su valiosa colección de publicaciones, libros y efectos personales. Están expuestos en el vestíbulo del Centro Cultural Khalil Sakakini, en Ramala.